# Flat Top (Ross Dependency)
Der Flat Top (englisch für Flachgipfel) ist ein markanter, über 4000 m hoher und vereister Berg in der antarktischen Ross Dependency. Mit seinem großen, abgeflachten Gipfel ragt er im Königin-Maud-Gebirge östlich des Osicki-Gletschers auf. Er ist der höchste Berg der Commonwealth Range.
Die Südpolgruppe bei der Terra-Nova-Expedition (1910–1913) unter der Leitung des britischen Polarforschers Robert Falcon Scott gab ihm seinen deskriptiven Namen.